# Fredrik Ramm

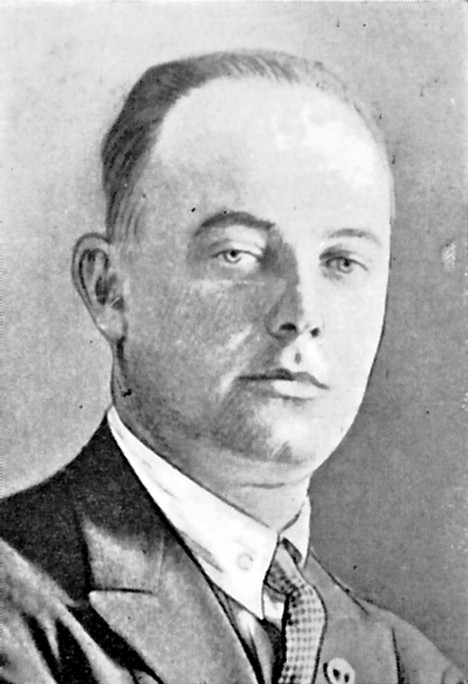
Fredrik Ramm, 1934

Fredrik Ramm (* 11. März 1892 in Christiania; † 15. November 1943 in Aarup, Dänemark) war ein norwegischer Journalist, Zeitungsredakteur und Autor.

## Leben
Fredrik Ramm entstammte einer akademisch-bürgerlichen Familie der Osloer Oberschicht. Er war der älteste Sohn von Fredrik Gottlieb Olsen Ramm (1855–1932), von 1897 bis 1912 Oberarzt am Aker-Krankenhaus, und dessen Ehefrau Anna Margaretha Brinchmann (1864–1951). Seine Tante Louise Vally Ramm (1865–1947) war die zweite Norwegerin, die ein Medizinstudium abschloss und als Ärztin arbeitete. Eine weitere Tante war die Schriftstellerin und Frauenrechtlerin Minda Ramm (1859–1924).
Fredrik Ramm begann seine berufliche Laufbahn 1915 als Journalist bei der Tageszeitung Verdens Gang. 1917 heiratete er Eva With (1893–1977). Er wechselte im selben Jahr zum Morgenbladet und 1921 zu Tidens Tegn. 1924 wurde er von seiner Zeitung nach Spitzbergen geschickt, um von Roald Amundsens Versuch zu berichten, den Nordpol mit zwei Flugbooten zu erreichen. Das Unternehmen wurde verschoben und fand erst ein Jahr später als Amundsen-Ellsworth-Flugexpedition statt. Ramm war erneut als Korrespondent vor Ort und verfasste zusätzlich zu seinen regelmäßigen Zeitungsartikeln auf Bitte Amundsens das vierte Kapitel („Die Wartezeit der Zurückgebliebenen“) im Buch Die Jagd nach dem Nordpol. Mit dem Flugzeug zum 88. Breitengrad. Er schildert darin die Ereignisse in Ny-Ålesund während der Zeit vom Abflug Amundsens am 21. Mai bis zu seiner kaum noch erwarteten Rückkehr am 18. Juni 1925. Ramm war als Vertreter der Weltpresse auch an Amundsens nächster Expedition im Jahr 1926 beteiligt. Als Teil seiner Tätigkeit für Tidens Tegn war er zugleich Sonderberichterstatter der New York Times. Er war der einzige Journalist unter den 16 Männern an Bord des Luftschiffs Norge, als dieses von Spitzbergen über den Nordpol nach Alaska flog. Seine per drahtloser Telegrafie übermittelten Berichte vom Transpolarflug erschienen jeweils schon nach wenigen Stunden gedruckt in der Zeitung.
Von 1928 bis 1933 arbeitete Ramm als Nachrichtenredakteur beim Morgenbladet. Aufsehen erregte sein polemischer Artikel En skitten strøm flyter over landet („Ein schmutziger Bach fließt über das Land“), der am 28. Oktober 1931 erschien. Darin bezog er vom Standpunkt eines christlichen Kulturkonservatismus entschieden Stellung gegen die radikale zeitgenössische Literatur Norwegens, insbesondere ihre Sexualmoral. Zu denen, gegen die er zu Felde zog, gehörten die Autoren Sigurd Hoel und Rolf Stenersen.
Ab 1934 stand Ramm der Oxford-Gruppe Frank Buchmans nahe. Er trat nun aktiv für eine Aussöhnung mit Dänemark ein, das er zuvor scharf angegriffen hatte. Hintergrund war der dänisch-norwegische Streit um zwei Gebiete in Ostgrönland, den der Ständige Internationale Gerichtshof 1933 zugunsten Dänemarks entschieden hatte. Am Ende der 1930er Jahre schrieb er zwei Romane.
Nach der Besetzung Norwegens durch die Wehrmacht wurde Ramm im Juni 1940 festgenommen, weil er sich weigerte, einen deutschen Soldaten zu einer bestimmten Adresse zu führen. Nach einem Monat im Polizeigefängnis Møllergata 19 wurde er wieder entlassen. Kurz nachdem die Tidens Tegn im September 1941 ihren Druck eingestellt hatte, erschien ihr Name erneut als Titel einer illegalen Zeitung. Ihre Redaktion befand sich in Ramms Haus in Vinderen. Am 13. Oktober 1941 wurde Ramm wegen eines seiner Artikel im Morgenbladet gemeinsam mit Olaf Gjerløw (1885–1949), dem Herausgeber der Zeitung, verhaftet. Er wurde zu einer lebenslangen Freiheitsstrafe verurteilt und nach einem Monat im Polizeihäftlingslager Grini und auf der Festung Akershus wurde er nach Deutschland in das Polizeigefängnis Fuhlsbüttel deportiert, wo er in Einzelhaft gehalten wurde. Schwer an Tuberkulose erkrankt wurde er im Oktober 1943 entlassen. Auf dem Weg nach Norwegen starb er am 15. November 1943 im dänischen Aarup.

## Ehrungen
Ramm war unter anderem Ritter 1. Klasse des Sankt-Olav-Ordens und Ritter des Ordens der Krone von Italien.

## Trivia
In Espen Sandbergs Film Amundsen aus dem Jahr 2019 wird Fredrik Ramm von Preben Hodneland gespielt.

## Werke (Auswahl)
- Ruhr-aktionen. Helge Erichsen, Kristiania 1923 (norwegisch).
- Uten ansvar. H. Aschehoug, Oslo 1938 (norwegisch, Roman).
- En sjel gikk mot livet. H. Aschehoug, Oslo 1939 (norwegisch, nb.no – Roman).
- Roald Amundsen som jeg minnes ham. In: Vår Tid. Band 34, Nr. 7, 1941, S. 6–12 (norwegisch, polarhistorie.no [PDF; 2,9 MB]).
- En minnebok. Merkur, Oslo 1946 (norwegisch).